# Maurice Gufflet
Maurice Gufflet (Porto Luís, 15 de agosto de 1863 — Bordeaux, 22 de abril de 1915) foi um velejador francês, medalhista olímpico. Ele competiu nas provas de classe 3 – 10 Ton realizadas nos Jogos Olímpicos de Verão de 1900, conquistou a medalha de prata na segunda corrida e a medalha de bronze na primeira corrida disputada a bordo do Gitana ao lado de A. Dubois, J. Dubois, Robert Gufflet e Charles Guiraist.